# Clathria imperfecta
Clathria imperfecta är en svampdjursart som beskrevs av Arthur Dendy 1896. Clathria imperfecta ingår i släktet Clathria och familjen Microcionidae. Inga underarter finns listade i Catalogue of Life.